# Stanislaw Tillich
Stanislaw Tillich, în limba sorbă Stanisław Tilich, (n. 10 aprilie 1959, Neudörfel (Nowa Wjeska), pe atunci în RDG, în prezent în districtul Kamenz, Saxonia, Republica Federală Germania) este un politician german de etnie sorbă. În data de 24 mai 2008 a fost ales președinte al CDU din Saxonia. Din 2008 până în 2017 a fost premier al landului Saxonia.

## Cariera politică
Este membru al CDU din anul 1987, dinaintea căderii Cortinei de Fier. Între 1994–1999 a fost europarlamentar, în a patra legislatură a Parlamentului European.